# Schola Cantorum (Sint-Baafskathedraal)

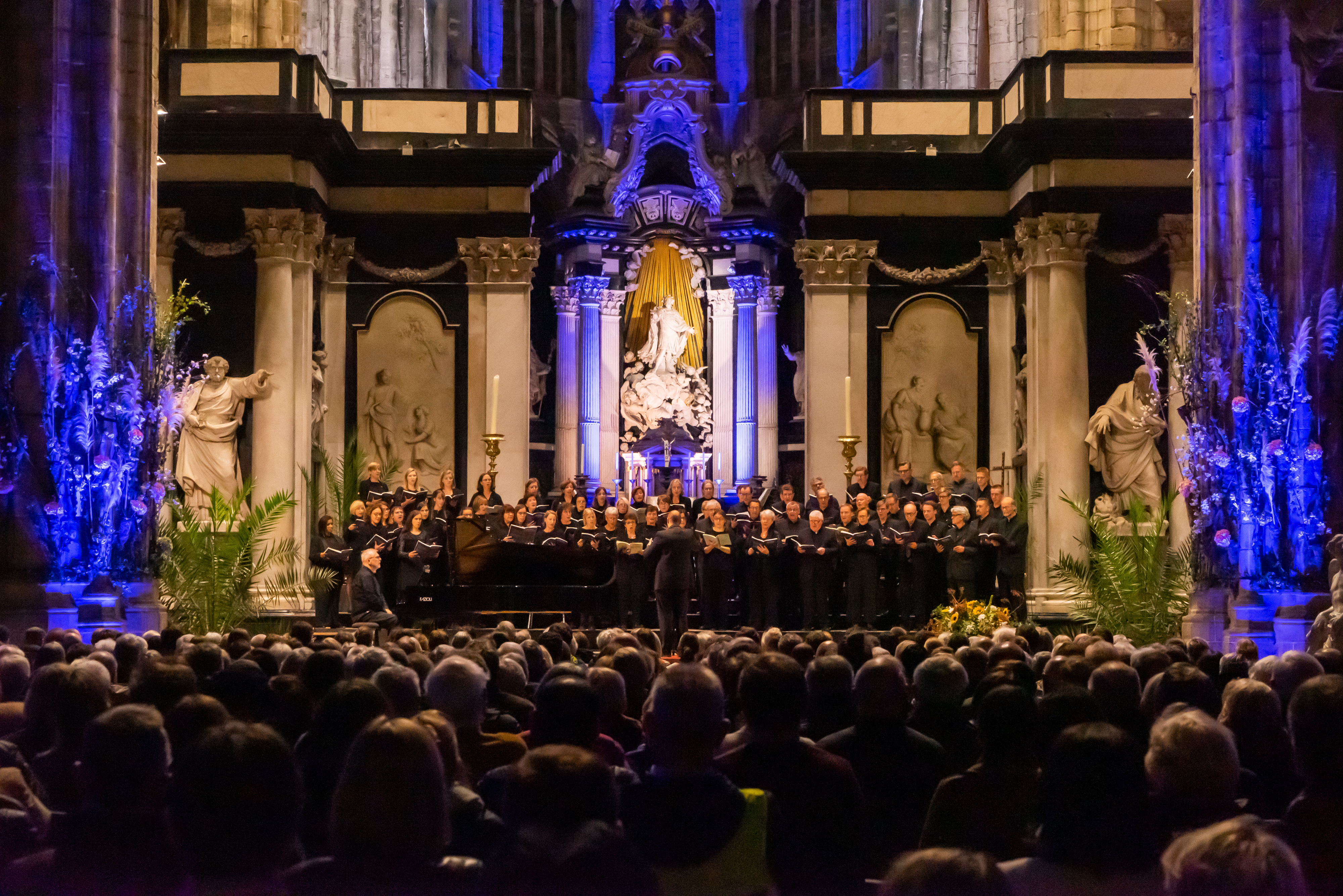

PSchola Cantorum is het koor van de Sint-Baafskathedraal in Gent. Het koor bestaat in de huidige vorm sinds 1928. Het koor had in januari 2024 ca. 60 leden.
Historische Achtergrond
De Schola Cantorum in Gent heeft een eeuwenoude traditie in de begeleiding van de godsdienstbeoefening binnen de Rooms-Katholieke Kerk. Het eerste koor met de naam ‘schola cantorum’ werd vermoedelijk opgericht in 334 door Paus Silvester I. In Gent dateren de oudste sporen van de Schola Cantorum uit het begin van de 15e eeuw. De Schola functioneerde waarschijnlijk onafgebroken tot het begin van de 19e eeuw, toen veranderende politieke, sociale en economische omstandigheden de aantrekkingskracht verminderden.
Herstel en Liturgische Rol
In 1928 werd de traditie hersteld met knapen van het Sint-Lievenscollege en een mannenkoor van seminaristen en leken. Sinds de jaren 1970 is het koor gemengd en bestaat het voornamelijk uit liefhebbers, al dan niet muzikaal geschoold. De Schola Cantorum verzorgt nog steeds de muzikale opluistering van vieringen in de Sint-Baafskathedraal, zoals de staatsbegrafenis van Wilfried Martens in 2013. Het repertoire omvat gregoriaanse gezangen en meerstemmige sacrale werken uit diverse periodes.
Concertwerking
Jaarlijks organiseert de Schola Cantorum een groot concert in mei, waarbij werken zoals Händels Messiah en Brahms' Ein deutsches Requiem.  Samenwerkingen vinden plaats met Edward De Geest, de huidige organist van de kathedraal Nicolas De Troyer, Nuova Sinfonia Gandavense en andere koren. Tijdens de kerstperiode geeft het koor meestal een kerstconcert met werken zoals Bachs Weihnachtsoratorium en Saint-Saëns' Oratorio de Noël.
Generaties Zangers
De Schola Cantorum heeft door de jaren heen vele jonge mensen in contact gebracht met koormuziek. Beroemde oud-leden zijn onder andere René Jacobs, Zeger Vandersteene en Lieven Termont. Ook huidige talenten zoals Lieselot De Wilde en Bart Uvyn hebben een verleden bij de Schola Cantorum.
Heden en Toekomst

Sinds 1999 wordt de Schola Cantorum geleid door Filip Martens, kapelmeester van de Gentse kathedraal. Het koor bestaat uit ongeveer 60 gemotiveerde zangers van 25 tot 65 jaar. Ondanks een dalend kerkbezoek blijft de Schola Cantorum bloeien dankzij een mix van leeftijden en een sterke toewijding aan muziek. Het koor doet aan permanente vernieuwing door middel van open repetities.  